# Baljuwschap Blois (bij Beverwijk)
Baljuwschap Blois (bij Beverwijk) was een baljuwschap in het graafschap Holland.
De naam baljuwschap Blois was van toepassing op twee gebieden in het voormalige graafschap Holland. Zie ook Baljuwschap Blois (bij Gouda)

De goederen en rechten van Gerard van Velsen, Gerard van Crayenhorst en Willem van Zaenden zijn in één goederencomplex ondergebracht en in 1297 in handen gekomen van Wolfert van Borsele, heer van Veere. Het goederencomplex werd een rentmeesterschap. Na de dood van Wolfert van Borsele (1299) keerden deze goederen terug in 's-gravenboezem. In 1308 is het goederencomplex door graaf Willem III aan zijn broer Jan van Henegouwen, heer van Beaumont, overgedragen om daarmee het erfdeel van zijn vader tegenover broer Jan af te lossen. Johanna, de dochter van Jan van Beaumont huwde Lodewijk van Châtillon, graaf van Blois.
Jan van Beaumont overleefde zijn dochter en schoonzoon en na zijn dood in 1356 kwamen zijn bezittingen bij testament aan zijn tweede kleinzoon Jan van Châtillon. Na de dood van Jan in 1381 volgde zijn jongere broer Guy hem op. Na de kinderloze dood van Guy van Châtillon in 1397 vielen de bezittingen terug aan de graaf van Holland. Tot die bezittingen behoorden onder andere Gouda, Schoonhoven (sinds 1310), Noordwijk, Beverwijk, Wijk aan Zee, Krommenie, Westzaan, Texel en Tholen. Schoonhoven was het centrum van het Hollands-Zeeuwse rijk van de graven van Blois. Hier werd dan ook in 1346 een Karmelietenklooster gesticht.
In 1313 werd het rentmeesterschap tevens een baljuwschap door de hoge jurisdictie, die door Willem werd verleend aan het gebied/goederencomplex. In 1425 werd Noordwijk van het baljuwschap afgescheiden. Dit baljuwschap heeft voortbestaan tot 1795.
Beverwijk was de zetel van het baljuwschap, maar Beverwijk zelf maakte er geen deel van uit.
De volgende behoorden bij het baljuwschap:
- schoutambt Spaarnwoude
- ambacht Krommenie en Krommeniedijk, bestaande uit Krommenie, Krommeniedijk en Krommeniehorn
- ambacht Westzaan, bestaande uit Westzaan, Koog aan de Zaan, West-Knollendam, West-Zaandam, Wormerveer en Zaandijk
- ambacht Wijk aan Duin
- ambacht Wijk aan Zee.[2].

De volgende ambachtsheerlijkheden en rechten behoorden ooit bij het baljuwschap:
1. Wiic (stad) de molen, het wanthuis, de waag, de markttol, de scheepstol, de tiende, smaltiende
2. Wiic op de Zee (ambacht)
3. Noortwiic (ambacht), het schot, de molen, het duingebied met aan het hoofd een duinwaarder
4. Bergen, de biertol
5. Westzanen (ambacht), het schot en de tiende
6. Oestzanen, de tiende en smaltiende
7. Wermer, de tiende en smaltiende
8. Hadel, de tiende en smaltiende
9. Crommenie (ambacht)
10. Schotenredamme (ambacht)
11. Zanenderhoorn (ambacht)
12. Spaernewoude (ambacht) de korentiende, het veer, de tol
13. Katwoude (ambacht)
14. Niewelant, de tiende
15. Enichborch, de tiende
16. Valken coech, de tiende
17. Haerlem de markttol, met aan het hoofd een gaarder

Met de stichting van de Bataafse Republiek in 1795 kwam er einde aan beide baljuwschappen.